# Aeroporto di Antananarivo-Ivato
L'aeroporto di Antananarivo-Ivato (IATA: TNR, ICAO: FMMI) è la principale struttura aeroportuale del Madagascar e principale hub per Air Madagascar. È inoltre sede di una base dell'Armée de l'air Malgache, l'aeronautica militare dello stato insulare africano.